# Pacific Motor and Automobile Company
Pacific Motor and Automobile Company war ein US-amerikanischer Hersteller von Automobilen.

## Unternehmensgeschichte
Das Unternehmen wurde 1908 in Redondo in Kalifornien gegründet. Im gleichen Jahr begann die Produktion von Automobilen. Der Markenname lautete Coyote, evtl. mit dem Zusatz Special. 1909 endete die Produktion. Insgesamt entstanden zwei Fahrzeuge.

## Fahrzeuge
Die Fahrzeuge hatten einen Achtzylinder-Reihenmotor mit 50 PS Leistung. Viele Teile stammten von der H. H. Franklin Manufacturing Company. Die Höchstgeschwindigkeit war mit 120 km/h angegeben. Die offene Karosserie in Form eines Roadsters bot Platz für zwei Personen.
Ein Fahrzeug wurde bei Autorennen eingesetzt, erzielte jedoch keine besonderen Ergebnisse.